# Petereitschen
Petereitschen, 1938 bis 1945: Petershausen (Ostpr.), litauisch Pėteraičiai, ist ein verlassener Ort im Rajon Krasnosnamensk der russischen Oblast Kaliningrad.
Die Ortsstelle befindet sich zwei Kilometer südöstlich von Dobrowolsk (Pillkallen/Schloßberg).

## Geschichte

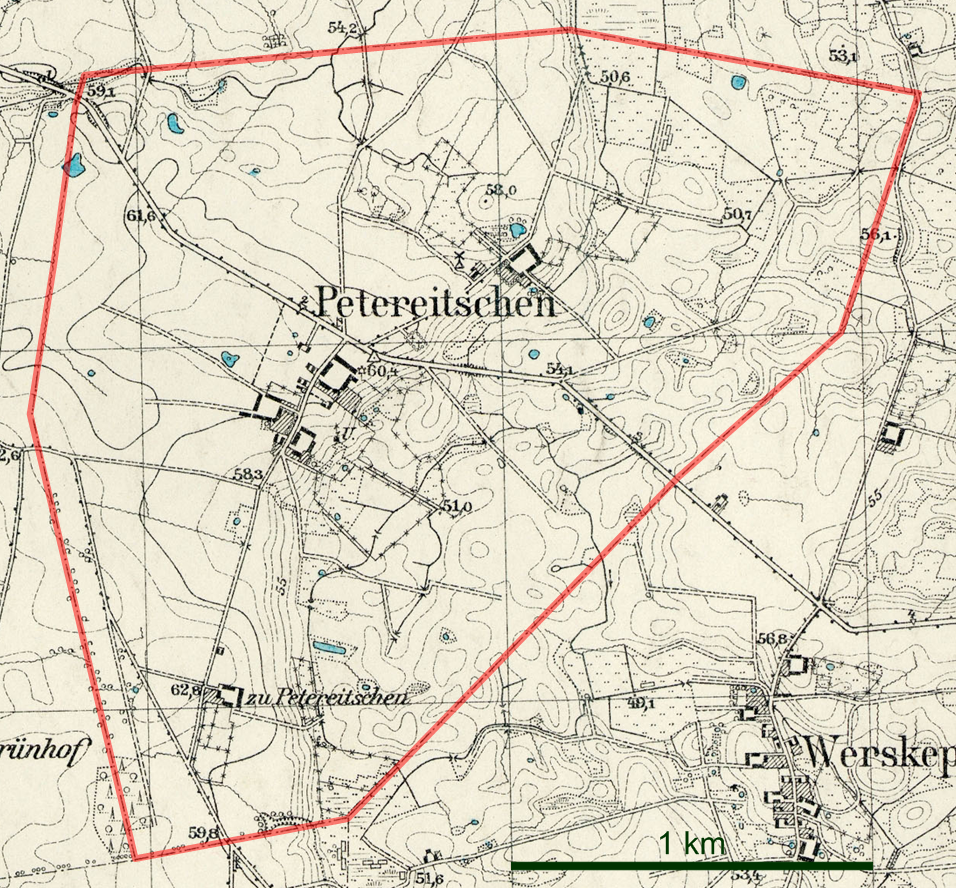
Die Landgemeinde Petereitschen auf einem Messtischblatt von 1931

Der Ort wurde seit 1539 erwähnt und zuerst mit Petreytzschen, Petraitschen und Petreytschen bezeichnet. Um 1780 war Peteraitschen ein meliertes Dorf. 1874 wurde die Landgemeinde Petereitschen in den neu gebildeten Amtsbezirk Uszpiaunen im Kreis Pillkallen eingegliedert. 1938 wurde Petereitschen in Petershausen (Ostpr.) umbenannt. 1945 kam der Ort in Folge des Zweiten Weltkrieges mit dem nördlichen Ostpreußen zur Sowjetunion. Einen russischen Namen erhielt er nicht mehr.

### Einwohnerentwicklung
| Jahr | Einwohner |
| ---- | --------- |
| 1867 | 128       |
| 1871 | 138       |
| 1885 | 147       |
| 1905 | 157       |
| 1910 | 150       |
| 1933 | 112       |
| 1939 | 120       |

## Kirche
Petereitschen/Petershausen gehörte zum evangelischen Kirchspiel Pillkallen.